# Sigfrid Edströms affärsresa till Petrograd 1917

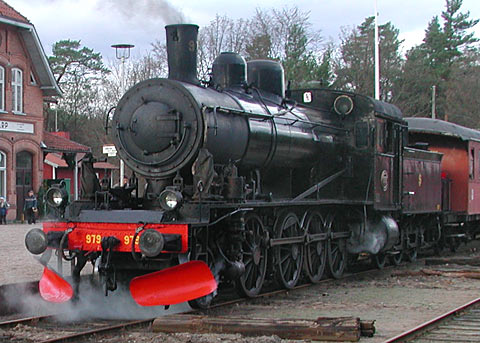
Ånglok typ E2. Loktypen byggdes mellan 1907 och 1920.

Sigfrid Edströms affärsresa till Petrograd 1917 genomfördes av ASEA:s VD, Sigfrid Edström, mitt under brinnande krig 1917. Syftet var att inspektera det ryska ASEA med huvudkontor Nevskij prospekt 26 i Petrograd. På grund av minor i Östersjön var det inte längre möjligt att resa med finlandstrafiken från Stockholm till Åbo och tåg genom storfurstendömet Ryssland till Petrograd.

## Bakgrund
Allmänna Svenska Elektriska Akiebolaget, ASEA expanderade under 1910-talet. Förutom utrustning till kraftverk och kraftöverföring började Asea konkurrera med tyska Siemens och satsa på lätta standardprodukter, motorer och elektriska hushållsartiklar med mera. När första världskriget började 1914 fick Tyskland svårt att exportera till Norden och Asea kunde ta över Siemens marknadsandelar i Norge och Ryssland, inklusive Finland. Asea startade ett dotterbolag i Petrograd och planerade en fabrik i Jaroslavl, norr om Moskva.
Under 1800-talet expanderade det ryska imperiet och omfattade i väster de baltiska länderna Estland, Lettland och Litauen. Under första världskriget stred Ryssland och Rumänien mot Tyskland och Centralmakterna. År 1917 inträffade den Ryska revolutionen. Tsar Nikolaj abdikerade och Ryssland fick en övergångsregering. Krigsministern Kerensky beordrade i juli en offensiv mot Centralmakterna som misslyckades. I september 1917 svarade Tyskland med Operation Albion. Efter ett sjöslag vid Moon, Estland landsteg tyska armén på Ösel och ryska flottan tvingades dra sig tillbaka. I Petrograd väntade man att tyska armén skulle anlända.

## Tågresan
Lördagen den 3 november 1917 avreste Edström med tåg från Västerås till Stockholm Central och klev på nattåget till Norrland. Dagen därpå anlände tåget till Haparanda. Stationshuset höll på att byggas och staden hade blivit ett internationellt centrum. Affärsmän, tyska spioner, ryssar i exil och hemliga kurirer bodde på Haparandas stadshotell.

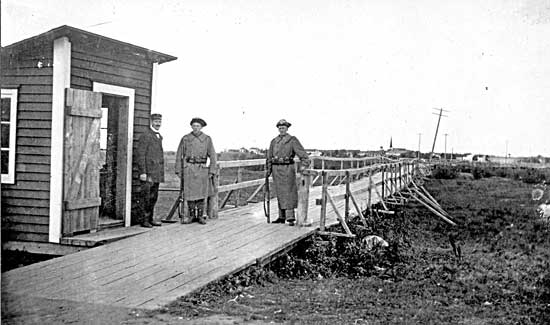
Gränspoliser vid Handolinska bron, resande till Finland fick gå över gränsen.

I Haparanda fick de passagerare som skulle resa vidare till Storfurstendömet Finland lämna tåget och gå över Handolinska bro och hyra en släde för att ta sig över Torne älvs bräckliga is till pass- och tullkontrollen i Torneå.
Därefter kunde resan fortsätta på den finska järnvägen, som hade samma spårvidd son i Ryssland 1524 mm. På eftermiddagen gjorde tåget ett längre uppehåll i Tammerfors. Edström och en rysk kapten, som kom från Galizien på östfronten passade på att äta middag på restaurangen i stationshuset. Morgonen därpå närmade sig tåget den finskryska gränsen nära byn Systerbäck, (numera Beloostrov). Kontrollerna vid ryska gränsen var komplicerade och tidsödande. Tåget blev försenat och kom inte fram till Finländska stationen i Petrograd förrän sent på kvällen den 6 november. Edström steg av tåget dagen före Oktoberrevolutionen Han möttes av två chefer för Aseas ryska dotterbolag. De tre svenskarna for med hästdroska ner mot floden Neva och Edström tog in på Grand Hotel Europe, som bevakades av Rödgardister. Dagen därpå inträffade Oktoberrevolutionen Men Edström fick ordning på ASEA:s kontor och återvände välbehållen till Västerås.